# Branchinella apophysata
Branchinella apophysata é uma espécie de crustáceo da família Thamnocephalidae.
É endémica da Austrália. 